# 角田裕秋
角田 裕秋（つのだ ひろあき、1984年11月15日 - ）は、日本の映画監督・脚本家・漫画家。映像制作会社・サンディ所属。千葉県松戸市出身。漫画家としては、ライフスタイル角田（らいふすたいるつのだ）名義で、活動している。

## 主な作品

### 映画
- 青海二丁目先 - 監督（2007年、シーズン野田との共作）
- 蝉顔 - 監督（2008年、シーズン野田との共作）
- 三角の白いあれ - 脚本（2009年、シーズン野田との共作）
- TERROR OF HOUSE - 監督（2015年）[1][2][3][4]

### MV
- センチメンタル岡田とがんばれ根本くんバンド『Seaside Suicide』 - 監督・撮影・編集（2016年）
- みつあみハーデス『ふりむいてオルフェウス』 - 監督（2017年）[注釈 1]
- 馬喰町バンド『いってみよう』 - 撮影助手（2017年）

### プロモーションムービー
- GU　GU CHANNEL「GU×まこみな　まこみながGUをジャック！」- 監督・編集
- 鳥取県琴浦町プロモーションヒップホップミュージックビデオドラマ『琴浦じゃないと。』 - 監督・編集
- 徳島県PRムービー VS東京第2弾『ホントに都会じゃなきゃだめ？』- 監督・編集
- 海外ドラマ『ゲーム・オブ・スローンズ第五章：竜との舞踏』イベントムービー - 企画
- 海外ドラマ『ゲーム・オブ・スローンズ』バイラルムービー - 監督

## ライフスタイル角田
映像作品を手掛けるのと並行して、ライフスタイル角田名義でギャグ漫画家としての活動をするほか、クリエーター集団「にがウーロン」の単独コント公演に出演している。

漫画家としては、いがらしみきお・谷岡ヤスジに影響を受け、創作に反映している。代表作品である『ケツ犬』が、Yahoo!コミックの無料マガジン・EDENにて連載され、アニメ化されている。

### 作品
- ギャグ漫画『ケツ犬』（2010年、出版：マッグガーデン）
- 青春漫画『なんとかやってます。』（2011年、出版：マッグガーデン）

### 出演
- にがウーロンアワーvol.01「ローヒーロー」（2011年11月、国分寺・島崎ビル2F）
- にがウーロンアワーvol.02「にがウーロン×マルマルマル」（2012年5月14日-16日、渋谷playroom）
- 漫画 “なんとかやってます。” 発刊記念イベント「みんな、なんとかやってますか？」（2012年9月14日、SHARE BASE amata）
- 「にがウーロン×ヨシムラヒロム デパーチャーズvol.00」（2012年11月20日、吉祥寺バウスシアター・LidoCafe）
- にがウーロンアワーvol.03「ボンボ野暮ヤージュ」（2012年12月21日-23日、Temporary Contemporary）
- ボンボ野暮ヤージュ番外編「無二のアワーに木魚もゆれる」（2013年5月26日、金谷宝蔵寺）[7]
- ボンボ野暮ヤージュ番外編「On going Fes」（2013年9月20日-21日、吉祥寺Art Center Ongoing）
- ボンボ野暮ヤージュ番外編「マテリアルワールド」（2013年10月27日、八王子アートフェスティバル「AKITEN2013」内）
- にがウーロンアワーvol.04「ガリバースケール」（2013年12月6日-8日、Livetheater間〜まほろ〜）[8]
- にがウーロンNIGHT フレンドリーマッチ第一戦「真剣30代！！アーティストトーク！」（2014年11月7日、新宿ロフトプラスワン）
- にがウーロンアワーvol.05「ヘルシー」（2014年12月26日-28日、新宿シアタープラッツ）[9]
- ヘルシー番外編「ミックスジュース」（2015年2月8日、BASHIRAZ - OUT OF PLACE）
- にがウーロンアワー番外編「もっとよくする会」（2015年9月26日、吉祥寺Art Center Ongoing）
- にがウーロンアワーvol.06「ライスケーキパウンディングパーティ」（2015年10月20日-22日、サラヴァ東京）[10]
- にがウーロンnightVol.4「振り返ればピョコがいる」（2016年7月21日、LOFT9 Shibuya）
- にがウーロンのコント公演「ヘニス」（2016年11月18日-11月20日、サラヴァ東京）[11]